# Hoploscopa nauticorum
Hoploscopa nauticorum is een vlinder uit de familie van de grasmotten (Crambidae), uit de onderfamilie van de Hoploscopinae. De wetenschappelijke naam van deze soort is voor het eerst gepubliceerd in 1935 door Willie Horace Thomas Tams.
De voorvleugellengte bedraagt 10 tot 11 millimeter.
De soort komt voor in Samoa (Upolu en Malololelei).